# Бернардо Віктор Крус Торрес
Бернардо Віктор Крус Торрес (ісп. Bernardo Víctor Cruz Torres, нар. 17 липня 1993, Кордова) — іспанський футболіст, захисник клубу «Кордова».

## Ігрова кар'єра
Народився 17 липня 1993 року в місті Кордова. Вихованець футбольної школи місцевого однойменного клубу.
У дорослому футболі дебютував 2010 року виступами за команду «Кордова Б», а за два роки почав залучатися до складу основної команди «Кордови».
Наступними командами в ігровій кар'єрі футболіста були «Расінг», «Севілья Атлетіко», «Луго», «Гранада», «Алькоркон» та «Нумансія».
2020 року повернувся до рідної «Кордови».